# Христианский национализм
Христианский национализм (англ. Christian nationalism) — религиозный национализм, связанный с христианством. Христианские националисты акцентируют внимание на внутренней политике, например, на принятии законов, отражающих их взгляды на христианство и его роль в политической и социальной жизни. Они стремятся к получению христианством привилегированного положения в государстве. В странах с государственной церковью христианские националисты, стремящиеся сохранить за государством статус христианского, придерживаются позиции в поддержку официального статуса церкви. Христианские националисты связаны с более широким течением христианских правых.
Христианские националисты продвигают христианские дискурсы в различных сферах общественной жизни, от политики и истории до культуры и науки. Так, в отношении законодательства они выступают за воскресные синие законы. Христианские националисты поддерживают наличие христианских символов и скульптур в публичных местах, а также покровительство государства демонстрации религии, такой как школьная молитва и установка рождественских вертепов в Рождественские дни или христианского креста в Страстную пятницу.
Христианство стремилось объединить всех своих приверженцев в большой союз, но безуспешно. На протяжении большей части Средневековья в Западной Европе предпринимались попытки объединить весь западно-христианский мир в рамках панхристианства в светско-религиозное государство-правопреемник Римской империи.
Радикальные формы религиозного национализма или клерикального национализма (клерико-национализма) развивались в крайне правом политическом спектре в различных европейских странах, особенно в межвоенный период в первой половине XX века.